# Toucan toco
Ramphastos toco
Espèce
Répartition géographique
Statut de conservation UICN

 LC  : Préoccupation mineure
Statut CITES
Le Toucan toco (Ramphastos toco) est l'espèce la plus connue et la plus répandue du groupe des toucans (famille des Ramphastidés). Il vit en Amérique du Sud, notamment en Guyane dont il est un des symboles, et au Brésil dans les savanes du Cerrado.

## Étymologie
Le nom scientifique du Toucan toco est issue d'une erreur d'écriture du grec rhamphos, signifiant « bec », tandis que toco partage la même racine que « toucan », provenant du Guarani.

## Description
Les Toucans toco ont un plumage remarquable avec un corps noir, une gorge blanche, une tache orange et des cercles bleus autour des yeux. Mais ce qui frappe le plus est leur immense bec jaune avec une tache noire. Ce bec paraît pesant, mais est en fait extrêmement léger car il est creux à l'intérieur. La taille moyenne de ces oiseaux est de 64 centimètres, auxquels il faut ajouter quelque 20 cm pour la longueur du bec.

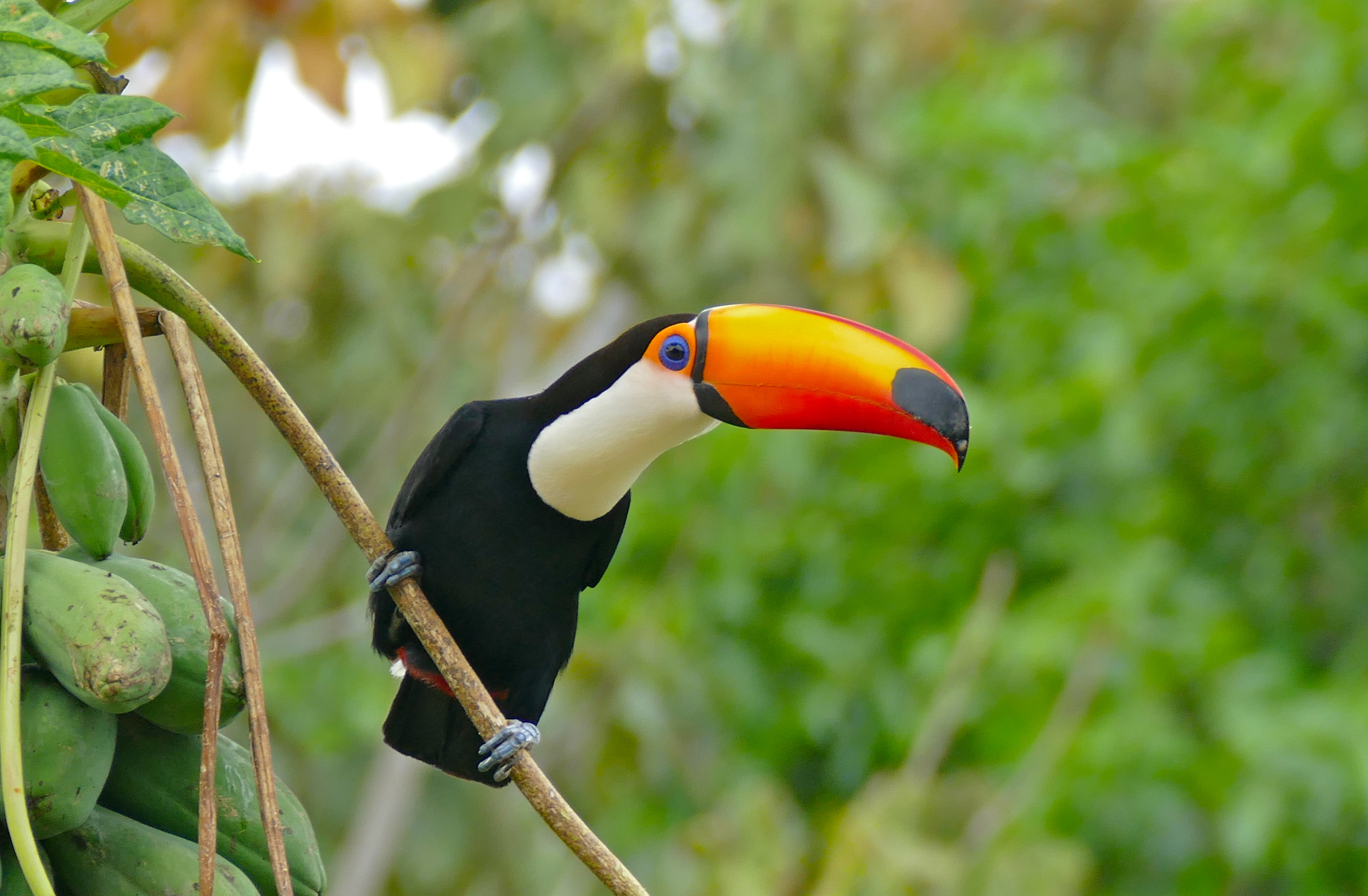
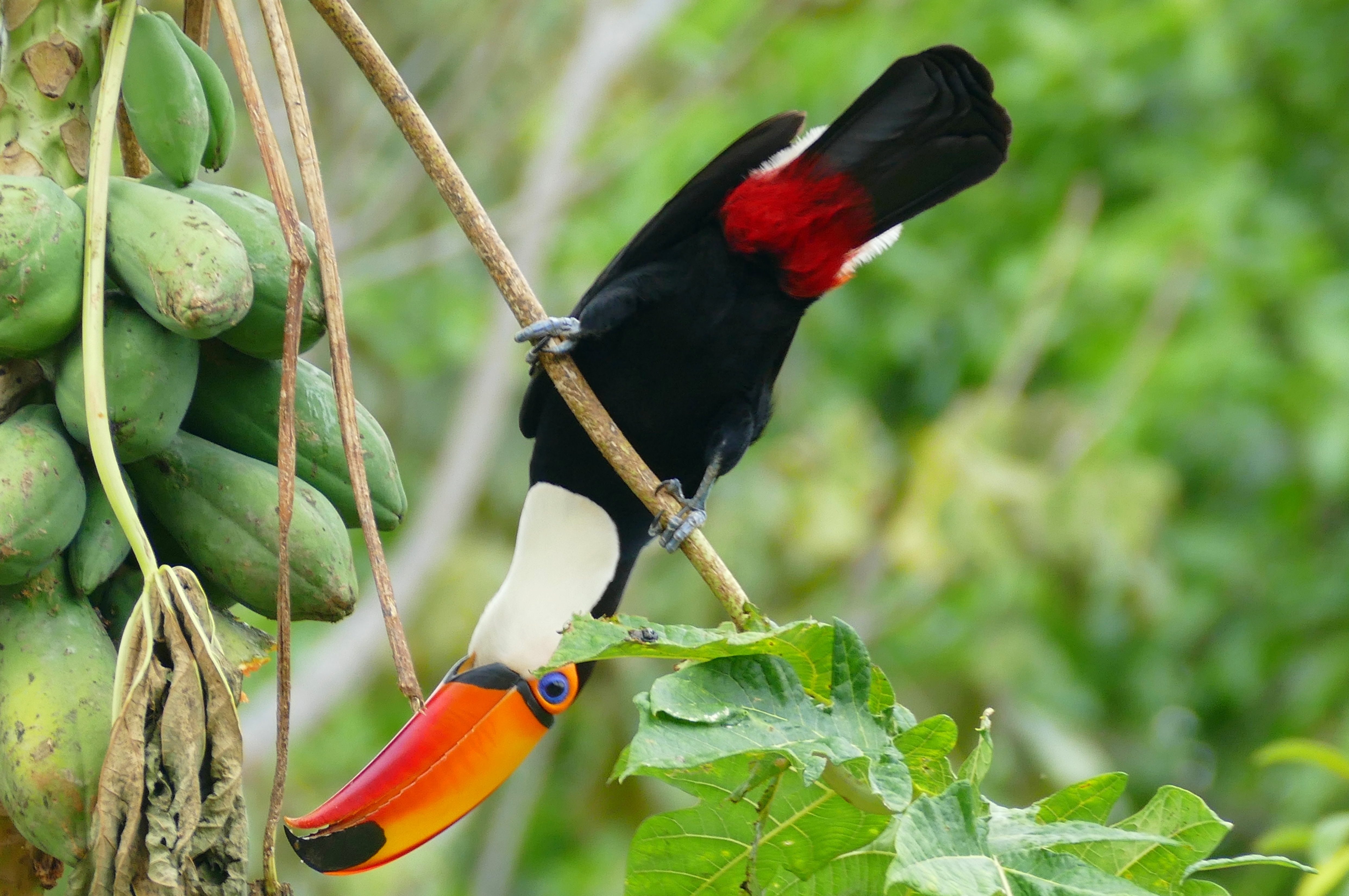
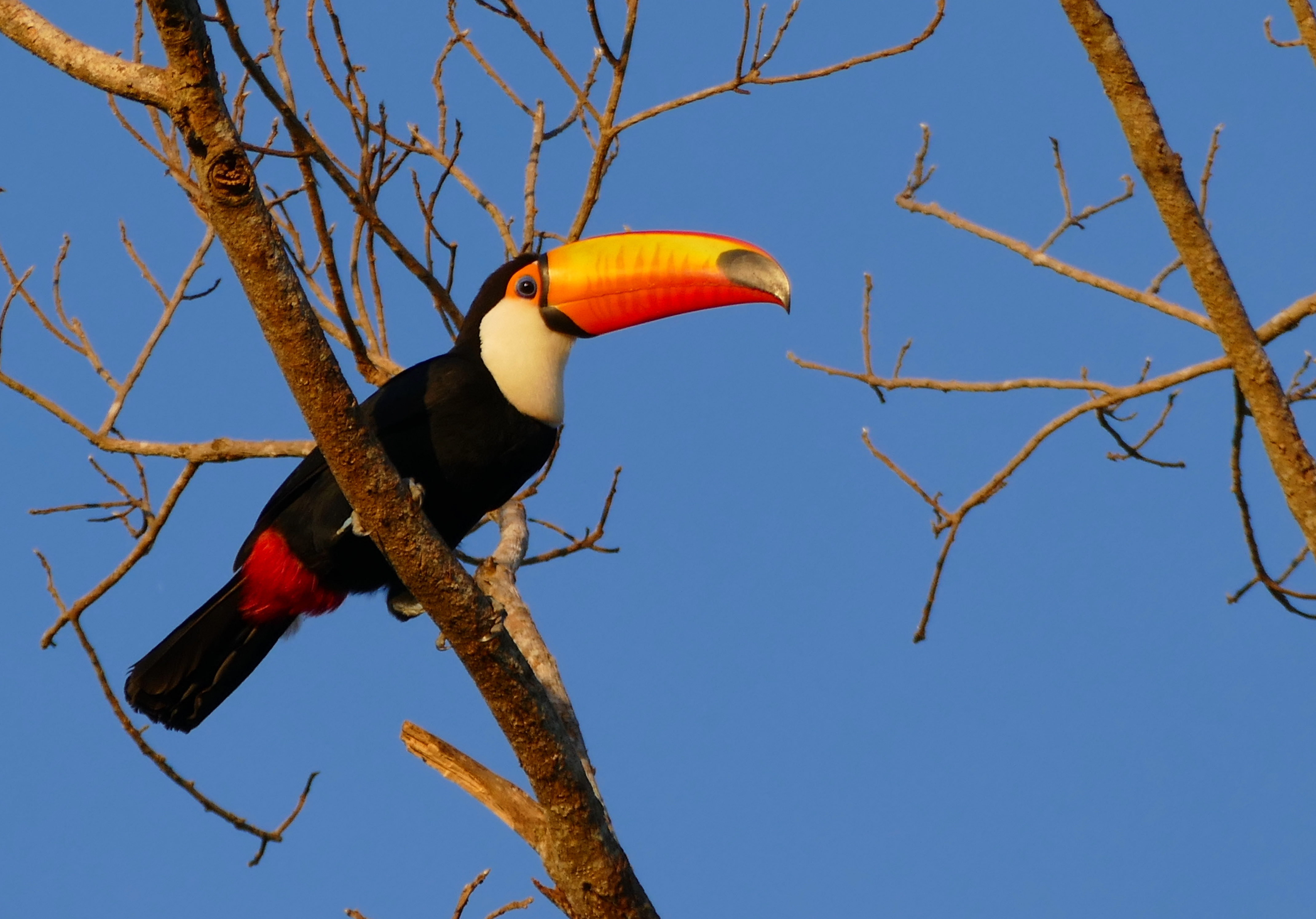

## Répartition et habitat

### Répartition
Le Toucan toco est principalement présent au Brésil, occupant la majeure partie du sud-ouest du pays, rejoignant la côte dans l'état de Maranhão, ainsi que le long du cours de l'Amazone (jusqu'à Manaus). Il est également présent en Bolivie et au Paraguay, ainsi que certaines parties du nord de l'Argentine. On le retrouve aussi dans quelques zones isolées des Guyanes.

### Habitat
Le Toucan toco est le seul toucan à ne pas vivre dans les forêts denses : il préfère des habitats plus ouverts comme les savanes, les forêts galeries, les plantations, ou simplement la lisière de la forêt.

## Comportement
Bien qu'il soit peu farouche, le Toucan toco préfère rester à la cime des grands arbres. Il peut aussi former de petites bandes qui, surtout au sein des couples, se toilettent mutuellement le plumage et s'échangent de la nourriture.

### Alimentation

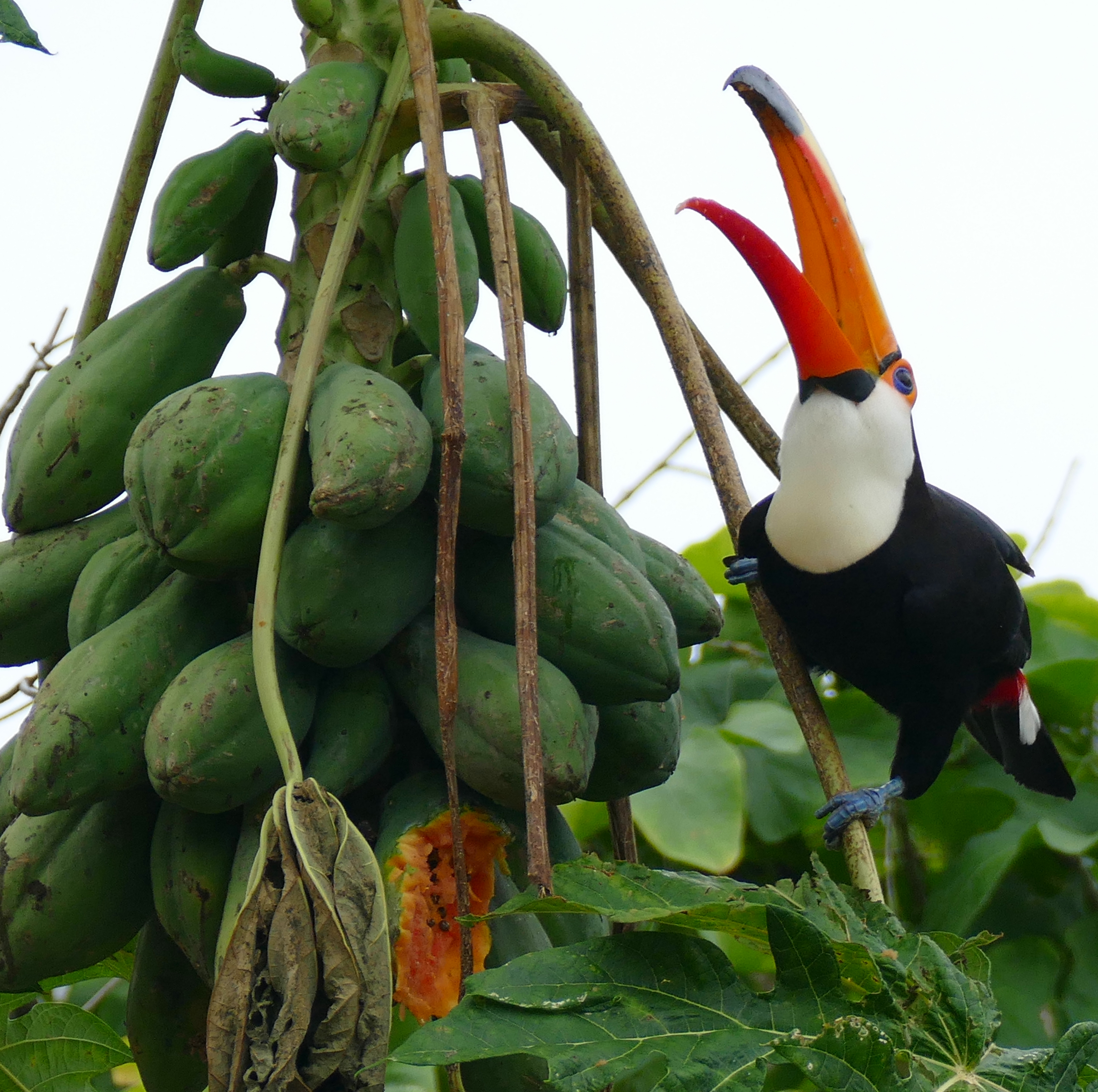
Toucan toco mangeant de la papaye (Mato Grosso, Brésil)

Le Toucan toco se nourrit principalement de fruits et de baies, comme les figues ou les oranges, ainsi que Genipa americana, Ficus luschnatiana, Inga laurina ou encore Cecropia pachystachya (en), adaptant son régime au fil des saisons. Il se nourrit également régulièrement d'insectes (notamment les chenilles ou les termites), et peut occasionnellement se nourrir d'œufs de petits oiseaux, voire d'oisillons.

### Nidification
Ils se nichent dans les creux des arbres. Ils sont capables d'agrandir une ouverture dans un tronc pourri mais pas de creuser dans un bois sain. Leur cycle de reproduction est annuel.

### Reproduction
Pendant la période des amours, le Toucan attire les femelles en faisant une parade très bruyante. À la naissance, les oisillons sont aveugles et n'ont pas de plumage. La ponte comprend en général 2 à 4 œufs que les deux parents couvent à tour de rôle. Les poussins sont nourris de fruits et d'insectes. Le plumage apparaît au bout d'un mois, qui représente près de la moitié de la surface corporelle de ces oiseaux. En les filmant en infrarouge, on observe que dès que la température dépasse 16 °C, le bec du toucan s'échauffe jusqu'à une dizaine de degrés supplémentaire. Dans cet organe richement vascularisé, c'est le sang qui joue le rôle de liquide de refroidissement. Les vaisseaux, contractés pour éviter la déperdition de chaleur lorsqu'il fait froid, sont dilatés et irradient de la chaleur vers l'extérieur quand la température ambiante augmente. Le phénomène est similaire à celui qui se produit dans les oreilles de l'éléphant, à la différence que la régulation du toucan est quatre fois plus efficace que celle du pachyderme.

## Systématique
Le Toucan toco a été décrit pour la première fois par Philipp Müller en 1776. Il est actuellement divisé en deux sous-espèces dans la classification de référence du Congrès ornithologique international (2 juillet 2025):
- la sous-espèce nominale R. t. toco, occupant le nord de son aire de répartition.
- R. t. albogularis, décrite par Jean Cabanis en 1882, qui en occupe la partie sud. Elle ressemble beaucoup à la sous-espèce nominale, avec un bec légèrement plus court, une bande rouge ventrale moins marquée, et une gorge plus blanche qui lui donne son nom.

Les études phylogéniques placent le Toucan toco comme un taxon frère des autres toucans du genre Ramphastos, avec une séparation datant d'entre 4 et 6 millions d'années,.